# 红算盘子
红算盘子（学名：Glochidion coccineum）为大戟科算盘子属下的一个种。

## 扩展阅读
- 維基物種上的相關：红算盘子